# Tobane
Tobane é uma vila localizada no Distrito Central em Botswana que dista cerca de 20 km do distrito urbano de Selebi-Phikwe. Possuía, em 2011, uma população estimada de 2 075 habitantes.